# Andrí Kulik
Andrí Kulik (en ucrainès Андрій Кулик; Sumi, 30 d'agost de 1989) és un ciclista ucraïnès, que milita a l'equip Kolss Cycling Team. És fill d'Alexander Kulyk, antic entrenador de la selecció d'Ucraïna, que va ser assassinat el 3 de març de 2022 durant la invasió russa d'Ucraïna.

## Palmarès
- 2010
  - Vencedor d'una etapa al Bałtyk-Karkonosze Tour
- 2012
  - Vencedor de 3 etapes a la Volta a Romania
- 2014
  - Vencedor d'una etapa a la Volta a Eslovàquia
- 2015
  - 1r al Baltic Chain Tour i vencedor d'una etapa
  - Vencedor d'una etapa a la Szlakiem Grodów Piastowskich
- 2016
  - 1r al Visegrad 4-GP Slovakia
- 2017
  - Vencedor d'una etapa al Bałtyk-Karkonosze Tour
- 2019
  -  Campió d'Ucraïna en ruta